# Albin Beer
Albin Georg Franz Beer (* 16. Februar 1873 in Greiz; † 18. Dezember 1969 ebenda) war ein deutscher Weber und antisemitischer Politiker (CSP).

## Leben
Beer war der Sohn des Fabrikarbeiters Karl Johann Christian Beer und dessen Ehefrau Karoline Louise geborene Herbst. Er war evangelisch-lutherischer Konfession und heiratete am 25. Mai 1895 in Greiz die Ausnäherin Ida Marie Reiher aus Pohlitz (* 21. März 1872 in Plauen; † 26. März 1962 in Greiz), die Tochter des Webers Karl Gustav Reiher in Greiz.
Beer war Weber und Agent in Greiz. Er schloss sich dem CSP an und war vom 1. Januar 1911 bis zum 31. Dezember 1914 und erneut vom 1. Januar 1919 bis zum 10. September 1921 Mitglied im Gemeinderat der Stadt Greiz. Vom 8. November 1909 bis zum 3. Januar 1919 gehörte er dem Greizer Landtag an.